# Saša Gedeon
Saša Gedeon (ur. 29 sierpnia 1970 w Pradze) – czeski reżyser filmowy i scenarzysta.

## Życiorys
Wychował się w Kladnie, gdzie ukończył gimnazjum. Reżyserię studiował w praskiej szkole filmowej (FAMU). Ukończył ją w 1996. Obecnie uczy na FAMU młodych adeptów reżyserii.

## Wybrana Filmografia
- Indiańskie lato (Indiánské léto) – 1995, scenariusz i reżyseria (nagroda filmowa Findling / Findlingspreis IVFK)
- Powrót Idioty (Návrat idiota) – 1999, scenariusz i reżyseria